# Lythe Pillay
Lythe Pillay, né le 25 février 2003, est un athlète sud-africain, spécialiste du 400 mètres.

## Biographie
Il remporte la médaille d'or du 400 m lors des championnats du monde juniors 2022 avec un temps de 45 s 28.
Le 1er avril 2023 à Potchefstroom, il descend pour la première fois sous les 45 secondes en établissant le temps de 44 s 80.
Il termine 5e du 4 × 400 m des Jeux olympiques de 2024 en 2 min 58 s 12, record national.

## Palmarès
| Date | Compétition                   | Lieu    | Résultat | Épreuve   | Temps         |
| ---- | ----------------------------- | ------- | -------- | --------- | ------------- |
| 2021 | Championnats du monde juniors | Nairobi | 4e       | 400 m     | 45 s 53       |
| 2022 | Championnats du monde juniors | Cali    | 1er      | 400 m     | 45 s 28       |
| 2024 | Relais mondiaux               | Nassau  | 2e       | 4 × 400 m | 3 min 0 s 75  |
| 2024 | Jeux olympiques               | Paris   | 5e       | 4 × 400 m | 2 min 58 s 12 |

## Records
| Épreuve | Temps   | Lieu             | Date          |
| ------- | ------- | ---------------- | ------------- |
| 400 m   | 44 s 31 | Pietermaritzburg | 20 avril 2024 |